# フォーリン・ポリシー
『フォーリン・ポリシー』（Foreign Policy）は、1970年に創刊され、世界情勢、時事問題、国内外の政策に焦点をあてている、アメリカ合衆国のニュース誌。